# CKLX-FM
CKLX-FM (s'identifiant sous le nom de BPM Sports, anciennement Radio X Montréal, Radio 9 puis 91.9 Sports), est une station de radio appartenant à RNC Media et diffusée à Montréal sur la bande FM à la fréquence 91,9 MHz d'une puissance de 1780 watts à partir de l'antenne Bell sur le Mont Royal (même antenne comme CKDG-FM, CKIN-FM et CFHD-DT), dont les studios sont localisés au 200 avenue Laurier ouest, sur l'arrondissement Plateau Mont-Royal à Montréal.
Elle adopte un format de radio parlée 100% sports en semaine de 5 h 54 à 18 h suivi de rediffusions des meilleurs moments durant la nuit et les fins de semaine.
Avant le 12 avril 2014, elle diffusait de la musique smooth jazz de 20 h à minuit et les fins de semaine afin de respecter sa licence de diffusion.
En 2022, la station devient le cœur d'un réseau radiophonique sportif, le premier au Québec.
En 2025, le réseau des trois stations de BPM Sports sont mise en vente. Quelques acheteurs sont intéressés mais c'est finalement Arsenal Média, entreprise de Sylvain Chamberland, qui se portera acquéreur du réseau sous réserve de l'approbation du CRTC.

## Histoire
Après que le CRTC a approuvé, le 2 juillet 2003, la demande de l'association entre Radio Nord Communications inc. et de l'Équipe Spectra pour une station de radio jazz et blues qui « s'adressera à un auditoire adulte de 35 à 64 ans », elle fut inaugurée le 14 décembre 2004 sous le nom de Couleur Jazz. Elle devient Planète Jazz le 1er septembre 2008 en utilisant les logos du réseau Planète Radio.
En janvier 2012, RNC Media a déposé une demande auprès du CRTC afin de modifier la licence de CKLX-FM dans le but de devenir une radio parlée, sous prétexte de la situation financière précaire de la station ainsi que le peu de radios parlées francophones présents à Montréal. Si le CRTC approuve la demande, CKLX-FM pourrait se ranger sous la bannière du Groupe Radio X dont le format populaire CHOI-FM dans la ville de Québec.
Le 12 juin 2012, le patron de RNC Media affirme que la station deviendra une Radio X à l'automne 2012, même si la demande auprès du CRTC n'a pas été déposée, puisque la station a déjà le droit de faire 49,9 % de radio parlée. Profitant de l'augmentation de l'auditoire auprès des radios parlées existantes telles que CHMP-FM (le 98.5) et CBF-FM (Radio-Canada) d'après les récents sondages ainsi que des prochaines élections provinciales. L’émission Maurais Live, animée par Dominic Maurais sera la seule émission provenant de Québec qui sera diffusée à Montréal.
La station a adopté l'image de Radio X le 20 août 2012, diffuse de la musique jazz de 19 h à 5 h 30 en semaine et les fins de semaines sauf de 11 h à 16 h où elle diffuse de la musique rock.
Le 14 mars 2013, le CRTC refuse la demande sous prétexte que la station n'était pas en conformité sur ses obligations musicales spécialisées (jazz et blues vs. contenu francophone populaire) durant la première semaine sous le format Radio X et aussi de protéger la nouvelle station parlée AM 940 de TTP Media (approuvée en novembre 2011) contre un compétiteur supplémentaire de radio parlée, station qui devait être initialement lancée à l'automne 2013.
Le 10 février 2014, la station élimine l'émission d'après-midi 2 à 4, et allonge d'une heure les émissions du midi et du retour.
Le 8 avril 2014, le CRTC renouvelle la licence de la station et accepte la demande d'élimination du contenu jazz et blues afin de devenir une radio parlée à un minimum de 50 % par semaine. Le samedi suivant, la station élimine conséquemment le jazz. Depuis, elle abandonne l'appellation Radio X, puis le 9 septembre 2014, devient Radio 9.
Le 2 septembre 2011, Montréal perd sa station de radio sportive, CKAC, qui ne se consacre plus dorénavant qu'à l'information. Le 31 août 2015, Radio 9 devient 91.9 Sport et change son orientation pour devenir une radio où l'on parle uniquement de sports, une première pour Montréal en quatre ans.
Fin août 2018, RNC Media vend la station (ainsi que CHOI-FM à Québec) à Leclerc Communication, mais n'a pas l'intention de se départir de CFEL-FM (BLVD) et CJEC-FM (WKND), malgré les règlements du CRTC n'autorisant pas plus que deux stations sur la bande FM par le même propriétaire dans la même ville. Le 16 novembre, Leclerc annonce son intention de convertir cette station sportive par une station musicale sous le nom WKND. Quelques jours plus tard, Jean-Charles Lajoie quitte la station pour sa propre émission à TVA Sports.
Le 30 avril 2019, le CRTC approuve la transaction à la condition que Leclerc se départisse d'une station à Québec. Quelques heures plus tard, Leclerc renonce à l'achat des deux stations. Le 91.9 Sports demeure la propriété de RNC Media. C'est ainsi que le 17 août 2022, RNC Média annonce la création du nouveau réseau radiophonique de sports au Québec avec le changement de format des stations CHXX-FM (Vibe 100.9) à Québec et CFTX-FM (Vibe 96.5) Gatineau qui deviennent BPM Sports.
Le 18 janvier 2024, BPM Sports annonce qu'il se lance maintenant dans la production numérique avec une toute nouvelle plateforme, «La Commission Athlétique». Cette plateforme regroupera plusieurs nouveaux podcasts offrant du contenus sportif.
Le réseau cesse la diffusion à la radio des matchs du Rocket de Laval, partenariat qui existait depuis l'arrivé de l'équipe de la ligue américaine à Laval. Le descripteur des matchs, Anthony Marcotte, fut repositionné dans l'équipe du show matinal, Le Club du matin avec Anthony Desaulniers et Gilbert Delorme.

## Programmation
Lundi au vendredi
- Anthony Desaulniers, Anthony Marcotte et Gilbert Delorme (Club du matin, 6 h à 10 h)
- Max Lalonde (100% Max, 10 h à 11 h)
- Georges Laraque et Stéphane Gonzalez (Laraque et Gonzalez, 11 h à 14 h)
- Greg Lanctot (Le tailgate, 14 h à 18 h)

Diffusion de match d'équipe professionnel
- Jasmin Leroux, descripteur et Sydney Fowo, analyste (Le CF Montréal, selon le calendrier des matchs)

Comme collaborateurs:
- Mathias Brunet, Olivier Brett, Bob Hartley, Richard Labbé,  Jean-Luc Grand-Pierre, François Gagnon, Maxime Truman, Olivier Brett, Frédéric Lord, Renaud Lavoie, Luc Gélinas, Simon Boisvert, Éric Hoziel, Denis Gauthier, Éric Bélanger, David Ettedgui,  Éric Fichaud, Mathieu Chouinard, Arpon Basu, Pierre LeBrun, Martin Biron, Pierre Dorion, Pascal Vincent, André Tourigny, Matthieu Proulx, Renaud Bourbonnais, Sidney Fowo, Arnaud Gascon-Nadon,  Louis Robitaille, Pierre Arsenault, Steve Bégin, Martin Biron,  Marc Griffin, Pat Laprade, Charles-Alexis Brisebois, Alain Crête, Martin Leclerc et André Roy.

## Anciens animateurs
- Louis Lemieux, (Le mieux, c'est le matin, 5 h 30 à 10 h à partir du 9 septembre 2014)[15]
- Stéphanie Drolet, (Le mieux, c'est le matin, arts et spectacles)
- Caroline Proulx[16] (Tête de Proulx, 10 h à 13 h)
- Martin Pelletier, (Tête de Proulx)
- Dominic Maurais[4], (Maurais Live, 13 h à 15 h (édition Montréal, provenant du studio CHOI-FM à Québec)
- Jean-Christophe Ouellet, (Maurais Live, de CHOI-FM à Québec)
- Marc Danis, (Jean-Charles Lajoie, du sport, et rien d'autre, réseaux sociaux)
- Sophie Bérubé (2 à 4, jusqu'au 1er février 2013)
- Martin Pelletier, (Le show du matin, jusqu'en février 2013)
- Marie-Claude Savard[17], (Le Retour de Radio X, jusqu'au 22 février 2013)[18]
- Marie-Annick Boisvert, (Le Retour de Radio X, jusqu'au 22 février 2013)[18]
- Jean-Charles Lajoie[19], (Le Retour de Radio X, jusqu'au 24 mai 2013[20] puis chroniqueur sportif (hiver-printemps 2014, animateur du retour sportif à l'automne 2014, Premier compteur)
- Lisa-Marie Blais, (Le Retour de Radio X, jusqu'au 24 mai 2013)
- Jean-Nicolas Gagné (Duhaime le midi, jusqu'au 24 mai 2013)
- Vincent Rabault, (2 à 4, jusqu'au 30 août 2013)
- Martin Paquet, (2 à 4, du 4 février 2013 au 3 février 2014)
- Dominic Plamondon (Planète Jazz)
- Stéphane Gendron[20], (Le Retour de Radio X, jusqu'au 27 mai 2014)
- Carl Monette, (Le show du matin, jusqu'au 20 juin 2014)[21]
- Éric Duhaime[22] (Duhaime le midi, jusqu'au 20 juin 2014)[23]
- Vincent Dessureault[24], (Le 2 à 4, Le Retour de Radio X, remplacements, jusqu'au 12 août 2014)
- Gabriel Grégoire, (Le show du matin)
- Richard Décarie (Le Show du midi, été 2014)
- Simon Lebeau, (Le Retour)
- Marjorie Vallée, (Le Retour, arts et spectacles)
- JT Utah[25], (Le Retour, sports)
- Marie-Noëlle Gagnon, (Le show du matin)
- Michel Langevin, ( Du sport le matin)
- Enrico Ciccone (Du sport le matin)
- Louis-Philippe Guy (Du sport… le matin!)
- Pierre Rinfret (Club de Golf 919, Du sport le matin week-end et remplacement d'été)
- Stéphane Langdeau (La Chambre)
- Guillaume Latendresse
- Evelyne Audet (Le show du matin, jusqu'au 7 juin 2013, La nouvelle garde)
- Raphael Doucet (Analyste match du CF Montréal et remplacement d'été)
- Daphnée Malboeuf, (L'avant -match)
- Max Truman ( Le monde de Georges)
- Jordan Boivin (Tribune Capitale)
- Maxime Van Houtte (Van Houtte en direct, la Zone des poolers et le soccer du  CF Montréal)
- Tony Marinaro ( Le Forum)
- Martin Lemay (Le retour des sportifs)

## Logos

Couleur Jazz (2004-2008)
Planète Jazz (2008-2012)
Planète Jazz, slogan alternatif (inconnu - 2012)
Radio X Montréal (2012-2014)
Radio 9 (2014-2015)
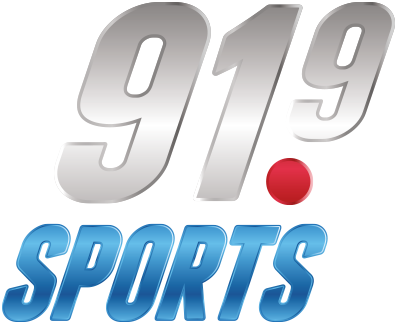
91.9 sports (2015 - 2022)
BPM Sports (2022 - actuellement)